# Nécropole nationale de Bras-sur-Meuse
De Nécropole nationale de Bras-sur-Meuse is een begraafplaats met 6.537 Franse soldaten in de Frans gemeente Bras-sur-Meuse in het departement Meuse in de regio Grand Est.